# U-269 (tàu ngầm Đức)
U-269 là một tàu ngầm tấn công  Lớp Type VII thuộc phân lớp Type VIIC được Hải quân Đức Quốc Xã chế tạo trong Chiến tranh Thế giới thứ hai. Nhập biên chế năm 1942, nó đã thực hiện được năm chuyến tuần tra nhưng không đánh chìm được mục tiêu nào. Trong chuyến tuần tra cuối cùng trong Đại Tây Dương, U-269 bị tàu frigate Anh HMS Bickerton thả mìn sâu đánh chìm trong eo biển Manche vào ngày 25 tháng 6, 1944.

## Thiết kế và chế tạo

### Thiết kế

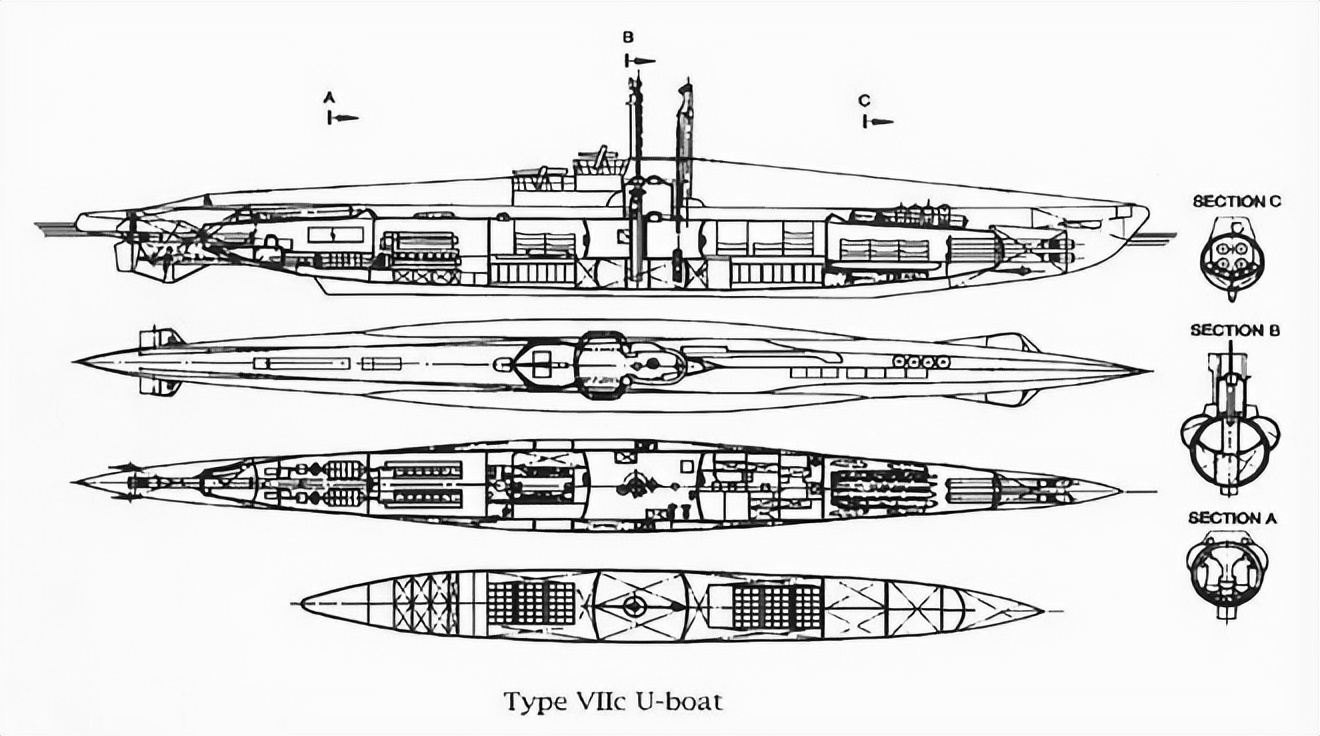
Sơ đồ các mặt cắt một tàu ngầm Type VIIC

Phân lớp VIIC của Tàu ngầm Type VII là một phiên bản VIIB được kéo dài thêm. Chúng có trọng lượng choán nước 769 t (757 tấn Anh) khi nổi và 871 t (857 tấn Anh) khi lặn). Con tàu có chiều dài chung 67,10 m (220 ft 2 in), lớp vỏ trong chịu áp lực dài 50,50 m (165 ft 8 in), mạn tàu rộng 6,20 m (20 ft 4 in), chiều cao 9,60 m (31 ft 6 in) và mớn nước 4,74 m (15 ft 7 in).
Chúng trang bị hai động cơ diesel Germaniawerft F46 siêu tăng áp 6-xy lanh 4 thì, tổng công suất 2.800–3.200 PS (2.100–2.400 kW; 2.800–3.200 bhp), dẫn động hai trục chân vịt đường kính 1,23 m (4,0 ft), cho phép đạt tốc độ tối đa 17,7 kn (32,8 km/h), và tầm hoạt động tối đa 8.500 nmi (15.700 km) khi đi tốc độ đường trường 10 kn (19 km/h). Khi đi ngầm dưới nước, chúng sử dụng hai động cơ/máy phát điện AEG GU 460/8–27 tổng công suất 750 PS (550 kW; 740 shp). Tốc độ tối đa khi lặn là 7,6 kn (14,1 km/h), và tầm hoạt động 80 nmi (150 km) ở tốc độ 4 kn (7,4 km/h). Con tàu có khả năng lặn sâu đến 230 m (750 ft).
Vũ khí trang bị có năm ống phóng ngư lôi 53,3 cm (21 in), bao gồm bốn ống trước mũi và một ống phía đuôi, và mang theo tổng cộng 14 quả ngư lôi, hoặc tối đa 22 quả thủy lôi TMA, hoặc 33 quả TMB. Tàu ngầm Type VIIC bố trí một hải pháo 8,8 cm SK C/35 cùng một pháo phòng không 2 cm (0,79 in) trên boong tàu. Thủy thủ đoàn bao gồm 4 sĩ quan và 40-56 thủy thủ.

### Chế tạo
U-269 được đặt hàng vào ngày 20 tháng 1, 1941, và được đặt lườn tại xưởng tàu của hãng Bremer-Vulkan-Vegesacker Werft ở Bremen vào ngày 18 tháng 9, 1941. Nó được hạ thủy vào ngày 24 tháng 6, 1942, và nhập biên chế cùng Hải quân Đức Quốc Xã vào ngày 19 tháng 8, 1942 dưới quyền chỉ huy của Hạm trưởng, Trung úy Hải quân Karl-Heinrich Harlfinger.

## Lịch sử hoạt động

### 1943
Sau khi hoàn thành việc chạy thử máy và huấn luyện trong thành phần Chi hạm đội U-boat 8, U-269 được điều sang Chi hạm đội U-boat 11 từ ngày 1 tháng 4, 1943, đặt căn cứ tại cảng Bergen, Na Uy.

#### Chuyến tuần tra thứ nhất và thứ hai
Sau khi chuyển căn cứ hoạt động từ Kiel, Đức đến cảng Bergen, U-269 khởi hành từ cảng Na Uy này vào ngày 23 tháng 3 cho chuyến tuần tra đầu tiên trong chiến tranh. Nó hoạt động tại khu vực biển Na Uy trước khi đi đến cảng Narvik, Na Uy vào ngày 23 tháng 4, rồi về đến Bergen vào ngày 27 tháng 4.
Dưới quyền chỉ huy của hạm trưởng mới, Trung úy Hải quân Otto Hansen, U-269 chuyển đến Hammerfest, rồi xuất phát từ đây vào ngày 22 tháng 7 cho chuyến tuần tra tiếp theo. Chiếc tàu ngầm thoạt tiên hoạt động trong biển Na Uy về phía Đông Bắc Iceland và phía Đông Greenland, rồi hướng sang phía Đông và xâm nhập sâu vào biển Barents. Nó kết thúc chuyến tuần tra tại Skjomenfjord vào ngày 4 tháng 9.

#### Chuyến tuần tra thứ ba
Sau khi Trung úy Harlfinger được thăng hàm Đại úy Hải quân và quay trở lại nắm quyền hạm trưởng, U-269 được điều sang Chi hạm đội U-boat 6 từ ngày 4 tháng 11, và khởi hành từ Bergen trong ngày hôm đó cho chuyến tuần tra thứ ba. Nó băng qua khe GIUK giữa quần đảo Faroe và Iceland để hoạt động trong Bắc Đại Tây Dương về phía Tây Ireland (Khu vực Tiếp cận phía Tây). Vào ngày 1 tháng 12, chiếc tàu ngầm bị lực lượng Đồng Minh tấn công và bị hư hại nặng, buộc nó phải kết thúc chuyến tuần tra và đi đến cảng St. Nazaire bên bờ biển Đại Tây Dương của Pháp đã bị Đức chiếm đóng, đến nơi vào ngày [15 tháng 12]].

### 1944

#### Chuyến tuần tra thứ tư
U-269 chuyển từ cảng St. Nazaire sang cảng Lorient trong tháng 4, 1944. Sau đó dưới quyền của hạm trưởng mới, Trung úy Hải quân Georg Uhl, chiếc tàu ngầm xuất phát từ Lorient vào ngày 22 tháng 5 cho một chuyến tuần tra ngắn trong vịnh Biscay. Nó kết thúc chuyến tuần tra và đi đến cảng Brest, Pháp vào ngày 28 tháng 5.

#### Chuyến tuần tra thứ năm - Bị mất
U-269 khởi hành từ căn cứ Brest cho chuyến tuần tra thứ năm, cũng là chuyến cuối cùng, đúng vào ngày 6 tháng 6, 1944, khi lực lượng Đồng Minh đổ bộ lên Normandie. Chiếc tàu ngầm ghé đến Saint Peter Port trên đảo Guernsey từ ngày 15 đến ngày 18 tháng 6 trước khi tiếp tục tuần tra trong eo biển Manche nhằm tìm cách ngăn chặn cuộc đổ bộ.
Vào ngày 25 tháng 6, ở vị trí về phía Đông Nam Torquay, nó bị tàu frigate Anh HMS Bickerton, trong thành phần một đội tìm-diệt tàu ngầm, phát hiện và tấn công bằng mìn sâu. Ba lượt mìn sâu thả xuống đã gây hư hại nặng cho U-269, nên Trung úy Hải quân Georg Uhl hạm trưởng quyết định cho tàu trồi lên mặt nước để chuẩn bị bỏ tàu và tự đánh đắm. U-269 nổi lên mặt nước ở vị trí gần tàu frigate đối phương đúng vào lúc Bickerton thả lượt mìn sâu thứ tư để tấn công, khiến chiếc U-boat đắm hầu như ngay lập tức tại tọa độ 50°01′B 2°59′T / 50,017°B 2,983°T. Bickerton đã vớt được 39 người sống sót, nhưng Trung úy Uhl nằm trong số 13 thành viên thủy thủ đoàn của U-269 tử trận cùng con tàu.

### "Bầy sói" tham gia
U-269 từng tham gia ba bầy sói:
- Eisbär (27 tháng 3 – 15 tháng 4, 1943)
- Coronel (4 tháng 12, 1943)
- Dragoner (22 – 28 tháng 5, 1944)